# آدیلخان ساگیندیکوف
آدیلخان سیرلیباویچ ساگیندیکوف (قزاقی: Әділхан Сырлыбаевич Сағындықов؛ متولد ۲۶ ژوئن ۱۹۷۹) یک تکواندوکار قزاقستانی است که در دسته سنگین‌وزن مردان رقابت کرد. او در مسابقات قهرمانی تکواندو جهان ۱۹۹۹ در ادمونتون، آلبرتا، کانادا در وزن بیش از ۸۴ کیلوگرم، مدال برنز گرفت و در بازی‌های المپیک تابستانی ۲۰۰۴ در آتن، به عنوان نماینده قزاقستان، به مقام پنجم دست یافت.